# Marian Preda
Marian Preda (n. 9 mai 1963, Dăbuleni, România) este un sociolog, profesor universitar la Universitatea din București, la care a activat neîntrerupt din 1990. A fost în conducerea Facultății de Sociologie și Asistență Socială a Universității din București în perioada 2000-2015, mai întâi ca prodecan (2000-2008), apoi ca decan (2008-2015). A fost președintele Senatului Universității din București în mandatul 2015-2019. Printre altele, profesorul Marian Preda predă, din 1994, cursuri de Comportament organizațional, Politici sociale, Management strategic și Sociologia timpului. 
Marian Preda face parte din prima serie de studenți în sociologie de după Revoluția din 1989 și a absolvit un masterat în politici sociale tot la Universitatea din București în 2005 și un al doilea în Business Administration la Tiffin University din SUA în 2006. Este doctor în sociologie din anul 2001. A urmat mai multe stagii de formare în străinătate, printre altele la Anglia Ruskin University din Cambridge și la George Washington University, cu o bursă Fulbright.
De la începutul anilor 2000, în paralel cu profesia academică, a fost manager, consultant sau expert în numeroase proiecte cu finanțare națională sau internațională și a colaborat cu organizații precum ONU – în mod special UNICEF și UNDP –, Banca Mondială, Bernard Brunhes International (BBI) și Comisia Europeană, prin programele PHARE și POS-DRU.
Totodată, Marian Preda a fost președintele Comisiei Prezidențiale pentru Analiza Riscurilor Sociale si Demografice (2009-2010), membru al Comisiei Naționale pentru Populație (2007-2009, 2010-2012), președinte al Societății Sociologilor din România (2010-2012), și președintele Consiliului Statistic Național al Institutului Național de Statistică (2016-2018, 2018-2020, 2021-2023).
El este autor și coautor a 26 de cărți (dintre care două ca unic autor și cinci ca prim-autor sau coordonator), a publicat numeroase articole, dintre care 11 sunt indexate Web of Science – Clarivate.
În calitate de rector al Universității din București, prof. Marian Preda este inițiatorul Fundației Virtute et Sapientia, care prin programul UB SEED sprijină elevii cu potențial proveniți din familii cu venituri mici aflate în medii defavorizate.